# Patrick Ayrton
Patrick Ayrton (Londen, ca. 1960) is een Brits muziekuitvoerder op klavierinstrumenten (orgel, piano, klavecimbel, harmonium) en dirigent.

## Levensloop
Ayrton bracht een deel van zijn jeugd door in Zwitserland en studeerde er orgel bij François Demierre, een leerling van Marcel Dupré.
Hij studeerde verder orgel, klavecimbel en kerkmuziek in de Muziekhogeschool van Wenen, bij onder meer de organist en componist Alfred Mitterhofer en bij koorleider Erwin Ortner. Hij studeerde klavecimbel bij Ton Koopman aan het Conservatorium van Den Haag. Hij behaalde de Vierde prijs in het internationaal orgelconcours van Brugge, in het kader van het Festival Oude Muziek. In 1983 was hij in Innsbruck eveneens laureaat in de internationale orgelwedstrijd.
Patrick Ayrton doceert basso continuo, kamermuziek en improvisatie aan het Conservatorium van Den Haag. Hij gaf ook meestercursussen aan het Conservatorium Tsjaikovski en de Gnessin Muziekschool in Moskou, de Yonsei University in Seoul en de zomerschool van het Mozarteum in Salzburg.
In 1995 speelde hij de titelrol in Anne Cuneo’s documentaire ‘Francis Tregian, Gentleman and Musician’.
Vanaf 2000 legde hij zich steeds meer op dirigeren toe. Hij heeft verschillende orkesten bij het ontwikkelen van specifieke projecten gedirigeerd, zoals l'Orchestre de Chalon-Bourgogne, l'Orchestre d'Auvergne, het Kamerorkest van Potsdam, het Orkest en koor van de Opera van Dijon en het Kamerorkest van München.
Hij is de oprichter van het ensemble 'Les Inventions' en de mede-oprichter van het 'Ayrton Trio'.

## Discografie
- Enkele opnamen door Ayrton